# Michele Godena
Michele Godena, né le 30 juin 1967 à Valdobbiadene (Province de Trévise), est un joueur d'échecs italien.

## Carrière de joueur
Michele Godena obtient le titre de grand maître international lors de l'Olympiade d'échecs de 1996 à Erevan. Il remporte cinq fois le titre de champion d'Italie en 1992, 1993, 1995, 2005 ainsi qu'en 2006, où il arrache le titre in extremis au jeune prodige Fabiano Caruana dans la dernière partie d'une série de blitz destinée à départager les joueurs à la fin du tournoi.
Le 24 juin 2007, il devient champion de l'Union européenne avec un score de 8/10 (six victoires, quatre égalités) et une performance Elo de 2651. Il termine à égalité avec Nikola Sedlak, mais ce dernier, de nationalité serbe, n'est pas éligible au titre.
Longtemps le plus fort joueur italien (selon le classement Elo), il est dépassé par Caruana en juillet 2007.

## Parcours en club
Il joue notamment avec le club Obiettivo Risarcimento Padova, avec lequel il est plusieurs fois champion d'Italie.

## Sources
- (it) Cet article est partiellement ou en totalité issu de l’article de Wikipédia en italien intitulé « Michele Godena » (voir la liste des auteurs).